# LOVE&HONEY
「LOVE&HONEY」為日本歌手倖田來未於2004年5月26日發行的11st單曲。

## 解說
- 自身首張4曲A面單曲。3rd專輯「feel my mind」的初回限定盤中收錄的「甜心戰士」再次收錄到本單曲中另加上新錄曲3曲。
- 另外，首次以「CD ONLY」「CD＋DVD」2形態形式發行。
- 本單曲繼2003年發行之7th單曲「real Emotion/千言萬語」之後第2次再進Oricon單曲榜10名內。
- 在音樂節目中穿著暴露度較高的衣服引起話題，奠定其「エロかっこいい（性感帥氣）」的路線。
- 倖田來未本人也參加電影「甜心戰士」的角色，並演唱其主題曲。
- 「CD+DVD」與「CD ONLY」版中的CD曲目「The theme of Sister Jill」為不同版本，另外「CD+DVD」有8頁歌詞本。

## 發行版本
- CD+DVD
- CD ONLY

## 曲目

### 「CD+DVD」 CD
1. キューティーハニー 甜心戰士
作詞: クロード・Q、作曲: 渡辺岳夫、編曲: h-wonder
電影「甜心戰士」片頭曲，翻唱「甜心戰士」TV動畫版的片頭曲。
OVA「Re: 甜心戰士」片頭曲。
2. The theme of Sister Jill (Short version) 
作詞:倖田來未 Sachi Bennett / 作曲:Harutoshi Noda / 編曲:h-wonder 
電影「甜心戰士」劇中歌的完整版。
倖田來未本人於電影中擔任「ディーヴァ」並演唱本曲。
3. 夜霧甜心
作詞:伊藤皓 / 作曲:渡辺岳夫 / 編曲:西川レオ 
電影「甜心戰士」插曲，翻唱「甜心戰士」TV動畫版的片尾曲。
4. Into your heart
作詞・作曲:渡辺未来 / 編曲:h-wonder 
電影「甜心戰士」片尾曲。
OVA「Re: 甜心戰士」片尾曲。
5. キューティーハニー 甜心戰士 （Instrumental）
6. Into your heart （Instrumental）

### 「CD+DVD」DVD
1. 甜心戰士（Music clip）

### 「CD ONLY」
1. キューティーハニー 甜心戰士
2. The theme of Sister Jill (LOVE&HONEY version) 
與「CD＋DVD」為不同版本。
3. 夜霧のハニー
4. Into your heart
5. キューティーハニー 甜心戰士 （Instrumental）
6. Into your heart （Instrumental）